# Drepanophora incisor
Drepanophora incisor är en mossdjursart som först beskrevs av Thornely 1905.  Drepanophora incisor ingår i släktet Drepanophora och familjen Lepraliellidae.
Artens utbredningsområde är Röda havet. Inga underarter finns listade i Catalogue of Life.